# Imam-Husain-Moschee

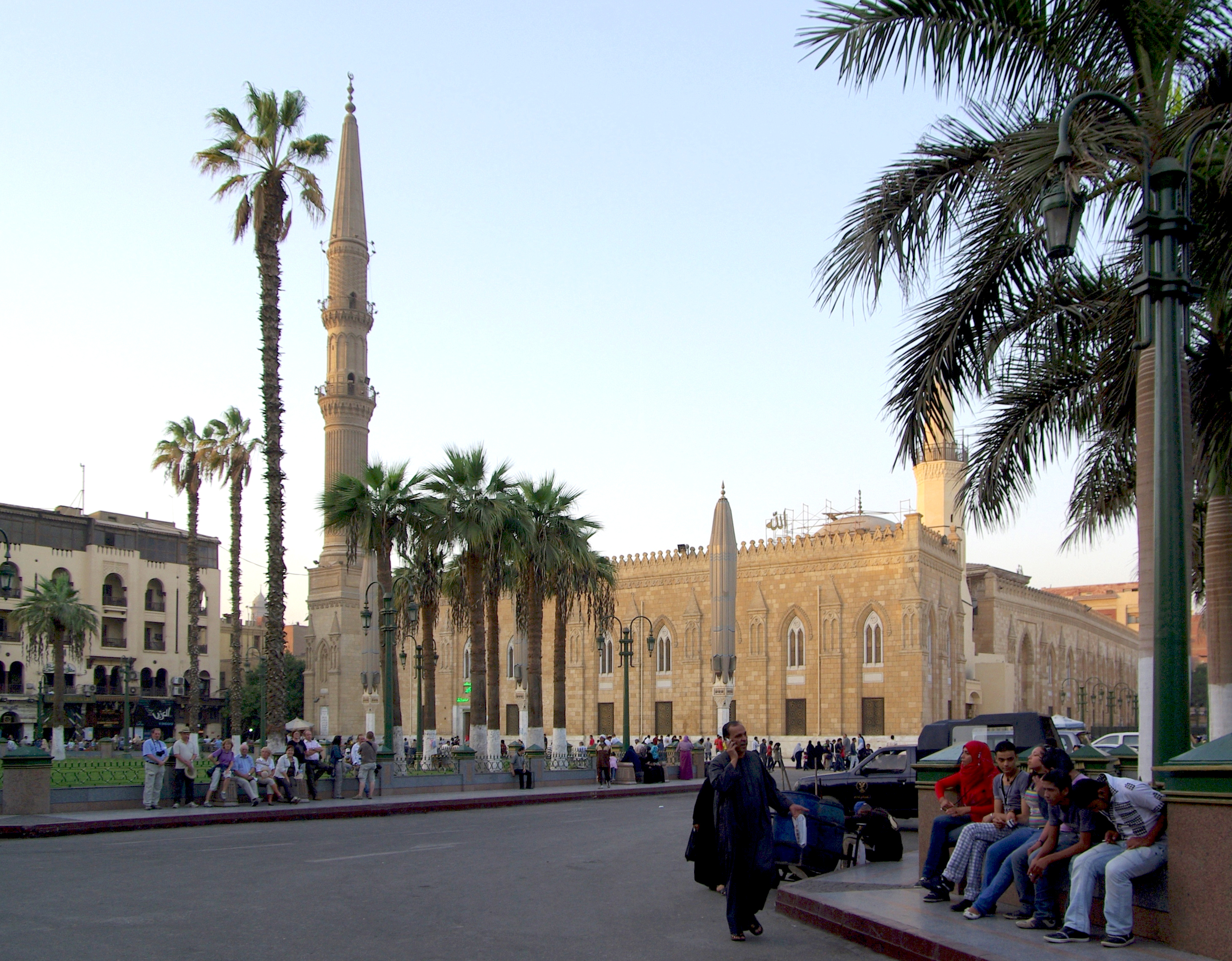
Blick über den Husain-Platz auf die Husain-Moschee

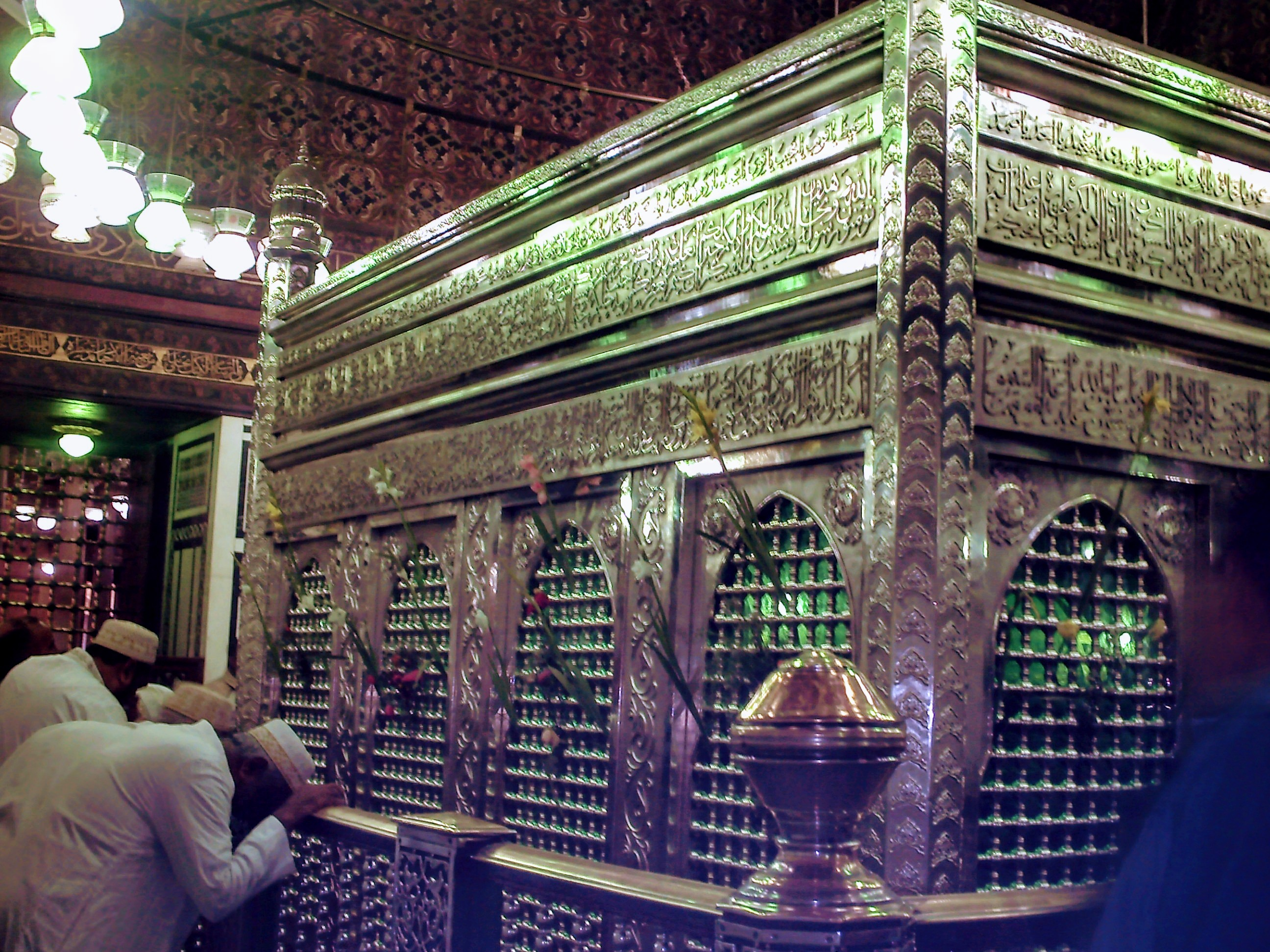
Der Schrein, in dem sich Husains Kopf befinden soll; die Silbervergitterung (maschrabiya) ist ein Geschenk der Bohra-Ismailiten.

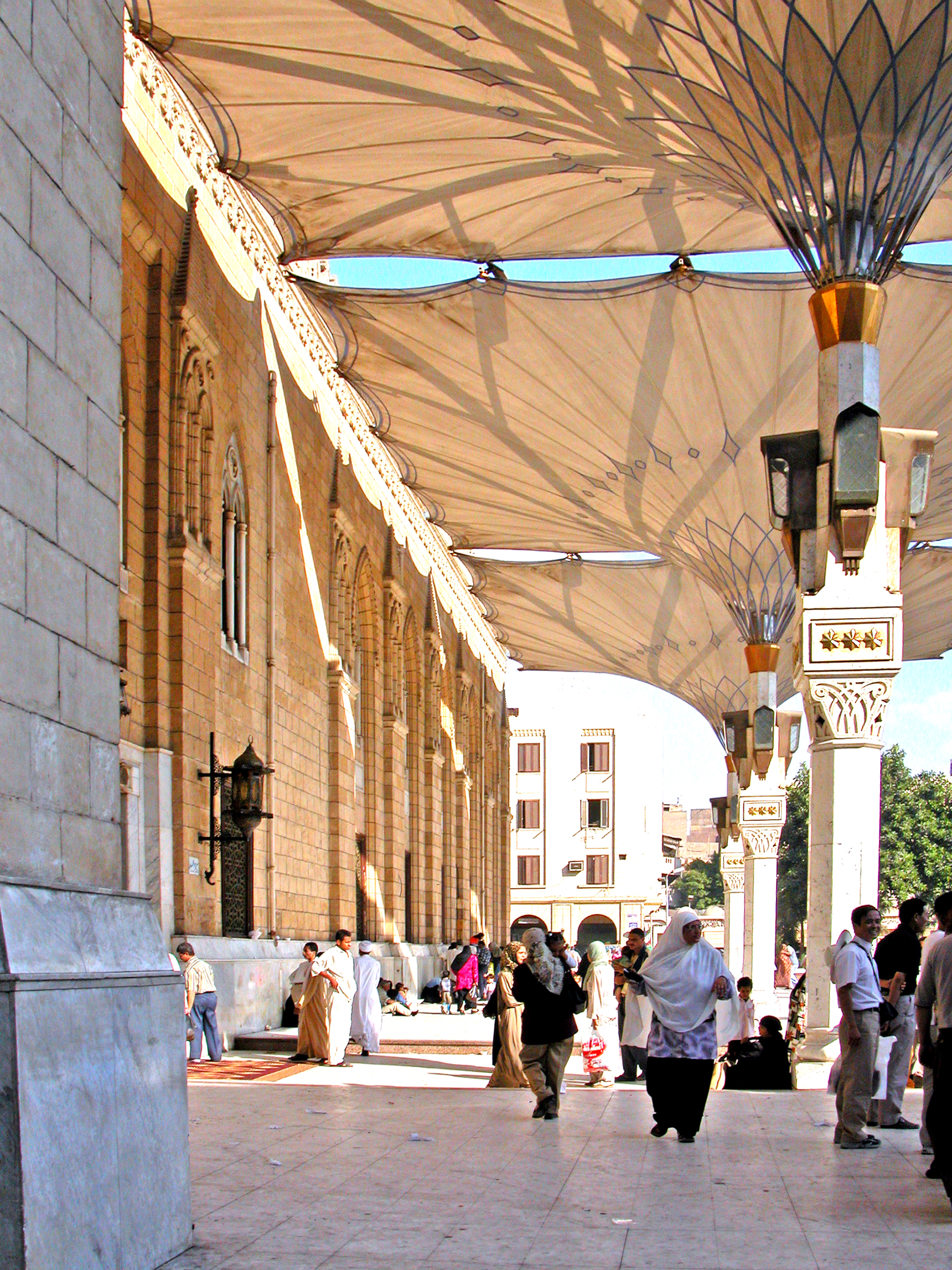
Die geöffneten Sonnenschirme

Die neugotische Imam-Husain-Moschee (arabisch مسجد الإمام الحسين, DMG Masǧid al-Imām al-Ḥusain oder جامع سيدنا الحسين / Ǧāmiʿ saiyidinā al-Ḥusain) befindet sich in der Altstadt von Kairo, Ägypten, nahe dem Basar Chan el-Chalili unweit der berühmten Azhar-Moschee. 
Sowohl in ihr als auch an sechs anderen Orten (darunter die Umayyaden-Moschee von Damaskus) soll das in der Schlacht von Kerbela (680) abgeschlagene Haupt des schiitischen Imams al-Husain, eines Enkels des Propheten Mohammed, begraben liegen. Die große Freitagsmoschee gehört daher zu den heiligsten Orten Ägyptens und zieht zahlreiche Pilger an. Alljährlich werden hier zum Gedenken große Feste gefeiert.
Der ursprüngliche Bau, von dem sich nichts oder fast nichts erhalten hat, geht auf die Fatimiden zurück, die Husains Kopf 1153 aus Askalon (das damals an die Kreuzfahrer fiel) in ihre Hauptstadt überführt haben sollen. Aus ayyubidischer Zeit existiert noch ein reich verziertes Minarett, das laut einer Inschrift 1237 im Auftrag von Abu l-Qasim Yahya ibn Nasir as-Sukkari (genannt az-Zarzur) gebaut wurde. Das andere Minarett im osmanischen Stil wurde genau wie der gesamte restliche Bau um 1874 unter Ismail Pascha errichtet.
Vor der Moschee stehen drei riesige Schirme, die sich an Freitagen öffnen, um jenen Besuchern, die nicht mehr in die überfüllte Gebetshalle passen, Schatten zu spenden.

## Zitat
Kronprinz Rudolf von Österreich besuchte diese Moschee auf seiner Ägyptenreise: 

„Zuerst betraten wir den Vorhof der großen schönen Moschee Gâma-el-Hâssanên, erbaut zu Ehren von Hâssan und Hussên, den Söhnen Alis, des Schwiegersohnes des Propheten. Hussên war gefallen 680 nach Chr. Geb. in der Schlacht bei Kerbela; sein Kopf ist hier in der Moschee bestattet“